# کنبریج (ویرجینیا)
کنبریج، ویرجینیا (به انگلیسی: Kenbridge) یک شهرک در ویرجینیا است که در شهرستان لولنبرگ، ویرجینیا واقع شده‌است.

## خصوصیات
کنبریج ۵٫۳ کیلومترمربع مساحت و ۱٬۲۵۳ نفر جمعیت دارد و ۱۵۷ متر بالاتر از سطح دریا واقع شده‌است.